# Belgische Gouden Schoen 1975
De verkiezing van de Belgische Gouden Schoen 1975 werd in 1976 gehouden. De Nederlandse voetballer Johan Boskamp won deze voetbalprijs voor de eerste keer en werd de eerste buitenlander op de erelijst van de Gouden Schoen.

## De prijsuitreiking
Maurice Martens had Racing White, dat in 1973 veranderde in RWDM, naar de top van België geleid. Het enige wat nog ontbrak was een grote prijs. De Nederlandse middenvelder Johan Boskamp had zich in eigen land al in de ploeg van Feyenoord geknokt en moest midden jaren 70 de leider van RWDM worden.
De mondige en stevige middenvelder zorgde er met zijn wilskracht en doorzettingsvermogen voor dat RWDM in 1975 kampioen werd. Het is tot op heden de enige titel op het palmares van de Brusselse club. Boskamp zelf werd beloond met de Gouden Schoen, waardoor hij de eerste buitenlander ooit werd die de trofee in de wacht sleepte. Zijn landgenoot Rob Rensenbrink werd bovendien tweede in de uitslag, met slechts 9 punten minder.
De schoen werd in december 2012 geveild voor het goede doel. De opbrengst ging naar SOS Kinderdorpen. De organiserende krant, Het Laatste Nieuws, bood het meest en kreeg zo de trofee terug in haar bezit en gaf deze vervolgens weer terug aan Boskamp.

## Top 5
| Nr. | Land               | Naam              | Club(s)        | Punten |
| --- | ------------------ | ----------------- | -------------- | ------ |
| 1.  | Vlag van Nederland | Johan Boskamp     | RWDM           | 130    |
| 2.  | Vlag van Nederland | Rob Rensenbrink   | RSC Anderlecht | 121    |
| 3.  | Vlag van België    | Raoul Lambert     | Club Brugge    | 104    |
| 4.  | Vlag van België    | Julien Cools      | Club Brugge    | 74     |
| 5.  | Vlag van België    | René Vandereycken | Club Brugge    | 65     |

1954 · 
1955 · 
1956 · 
1957 · 
1958 · 
1959 · 
1960 · 
1961 · 
1962 · 
1963 · 
1964 · 
1965 · 
1966 · 
1967 · 
1968 · 
1969 · 
1970 · 
1971 · 
1972 · 
1973 · 
1974 · 
1975 · 
1976 · 
1977 · 
1978 · 
1979 · 
1980 · 
1981 · 
1982 · 
1983 · 
1984 · 
1985 · 
1986 · 
1987 · 
1988 · 
1989 · 
1990 · 
1991 · 
1992 · 
1993 · 
1994 · 
1995 · 
1996 · 
1997 · 
1998 · 
1999 · 
2000 · 
2001 · 
2002 · 
2003 · 
2004 · 
2005 · 
2006 · 
2007 · 
2008 · 
2009 · 
2010 · 
2011 · 
2012 · 
2013 · 
2014 · 
2015 · 
2016 · 
2017 ·
2018 ·
2019 ·
2020 ·
2022 ·
2023 ·
2024